# Ceraclea erratica
Ceraclea erratica là một loài Trichoptera trong họ Leptoceridae. Chúng phân bố ở miền Tân bắc.